# Sebastián de la Cuadra y Llarena
Sebastián de la Cuadra y Llarena, markiz Villarías (ur. 20 stycznia 1687 w San Julián de Musquera, zm. 6 kwietnia 1766 w Madrycie) – hiszpański Secretario de Estado w latach 1736–1746. 
Urodził się w San Julián de Musquera w 1687 roku. Jego rodzina należała do miejscowej elity i od pokoleń piastowała stanowiska radnych i alkadów. Ponadto kilku jej członków zrobiło karierę w służbie w królewskiej marynarce wojennej, co dało rodzinie prestiż. Byli także zamożni, zgromadzili fortunę głównie poprzez handel pochodzącą z ich regionu rudą żelaza z różnymi częściami Półwyspu Iberyjskiego, północną Europą i koloniami. Rodzice starali się zapewnić wszystkim swoim dzieciom karierę, prowadząc precyzyjną politykę lokowania ich na stanowiskach. W 1700 młody Sebastián został paziem José de Grimaldo, na dworze Filipa V, a od 1703 zaczął udaną karierę w administracji. W latach 1736–1746 pełnił funkcję pierwszego sekretarza stanu.
Został kawalerem Zakonu Santiago w 1730 roku, a 24 maja 1742 otrzymał Order Złotego Runa. Był współzałożycielem Królewskiej Akademii Sztuk Pięknych św. Ferdynanda w 1744 roku, wspierał także założenie Królewskiej Akademii Historii. Uznanie dla jego mecenatu doskonale odzwierciedla dzieło Alegoria założenia Akademii św. Ferdynanda namalowane przez Antonio Gonzáleza Ruiza, na którym w prawym dolnym rogu malarz umieścił portret markiza.